# Senussi

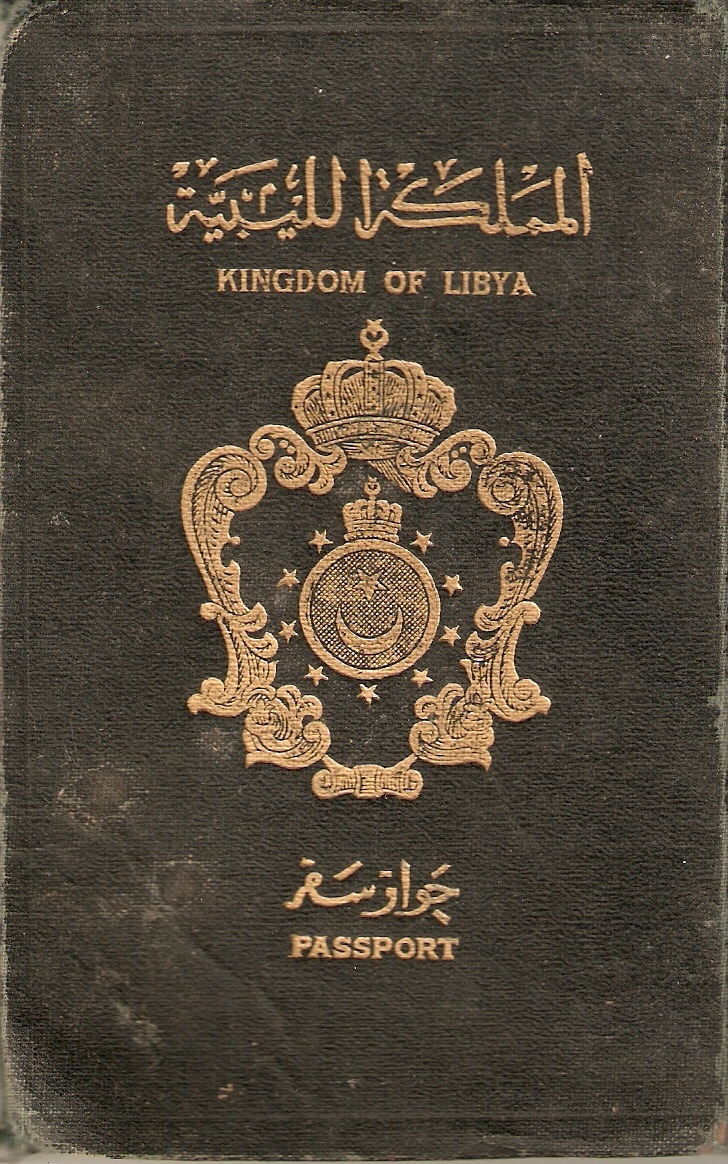
Stemma di Casa Senussi su di un passaporto del Regno Unito di Libia

I Senussi  sono gli appartenenti alla ṭarīqa (confraternita islamica) della Senussia (in arabo سنوسية‎?, Sanūsiyya), fondata dall'eponimo Muhammad ibn Ali al-Sanusi (in arabo محمد بن علي السنوسي ‎?), che istituì la confraternita a La Mecca nel 1837.

## Storia

### Origini e attività spirituale

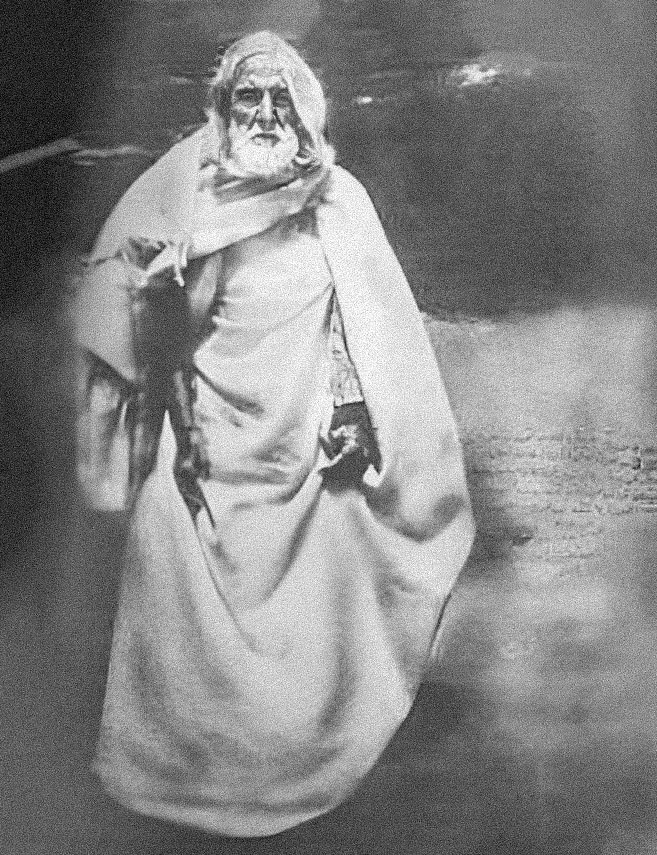
Muhammad ibn Ali al-Sanusi negli anni '50 del XIX secolo

Muḥammad ibn ʿAlī fu chiamato al-Sanūsī da un suo Maestro musulmano assai venerato. Era appartenente alla tribù dei Awlād Sīdī ʿAbd Allāh, e fu uno sharīf che faceva risalire la sua ascendenza a Fāṭima, figlia di Maometto.
Studiò in una madrasa di Fez (Marocco), quindi viaggiò nel Sahara predicando in Tunisia e Tripolitania la necessità di una riforma che purificasse la fede islamica dei musulmani dell'epoca, guadagnandosi molti seguaci. Si diresse quindi verso Il Cairo per studiare nella rinomata università religiosa di al-Azhar. Lo studente divenne un convinto critico dell'ambiente degli ʿulamāʾ egiziani che egli vedeva troppo appiattiti nei confronti delle autorità ottomane e troppo conservatori sotto il profilo spirituale. Si convinse anche che i musulmani istruiti non dovessero seguire ciecamente le quattro classiche scuole giuridiche sunnite ma impegnare se stessi nell'ijtihād.
Per queste ragioni venne avversato dagli ʿulamāʾ, giudicato eterodosso e colpito da una fatwā. Sanūsī si spostò quindi alla Mecca, dove si unì ad Aḥmad b. Idrīs al-Fāṣī, capo della Qādiriyya, una confraternita di origine marocchina. Alla morte di al-Fāṣī, al-Sanūsī diventò capo di uno dei due rami in cui si divise la Qādiriyya e nel 1835 fondò il suo primo monastero (ovvero zāwiya, lett. "angolo") ad Abū Kubays, presso la Mecca. Mentre era in Arabia, i legami di al-Sanūsī col movimento wahhabita (allora assai attivo contro l'Impero ottomano) provocarono il sospetto degli ʿulamāʾ della Mecca e delle autorità ottomane. Trovando troppo potente l'opposizione incontrata alla Mecca, al-Sanūsī s'insediò in Cirenaica nel 1843, nelle cui montagne presso Derna egli edificò la Zāwiya Bayḍāʾ ("Monastero Bianco"). Qui fu appoggiato dalle tribù locali e dal Sultano di Wadai e le sue connessioni si ramificarono in tutto il Maghreb.
Il Gran Senusso (come veniva chiamato) non tollerava forme di fanatismo e vietò l'uso di stimolanti, come pure la povertà volontaria, tipica dei dervisci. Gli appartenenti alla Zāwiya dovevano mangiare, bere e vestirsi nei limiti di quanto imposto dalla legge islamica e, invece di dipendere dalla carità, erano obbligati a diffondere il loro modo di vivere attraverso il lavoro.
Non era permesso alcun ausilio per la loro contemplazione religiosa, quali le processioni, volteggiamenti e pratiche automutilatorie, talora usate dai dervisci sufi meno ortodossi. Egli respingeva anche le procedure interamente intuitive dei mistici sufi, come pure il razionalismo religioso degli ʿulamāʾ sunniti, quanto piuttosto cercava di raggiungere l'aurea "via mediana" dei primi grandi musulmani.
Le tribù beduine non avevano mostrato mai interesse per le pratiche estatiche dei sufi, che avevano guadagnato adepti solo nelle città, ma furono attratte in gran numero dalla Sanūssiyya. La relativa austerità di vita del messaggio senussi fu particolarmente sentita consona al carattere dei beduini cirenaici, il cui sistema di vita non era cambiato molto nei secoli, fin da quando gli Arabi avevano per primi accettato l'insegnamento del profeta Maometto.
Nel 1855 al-Sanūsī si allontanò ulteriormente dalla diretta sorveglianza operata ai suoi danni dalle autorità ottomane e si spostò ad al-Jaghbūb, una piccola oasi a circa 52 chilometri a NO di Siwa. Qui morì nel 1860, lasciando due figli, Muḥammad Sharīf (1844 - 1895) e Muḥammad al-Maḥdī, cui egli passò la propria successione come capo della confraternita.

### Attività politica della Sanūsiyya

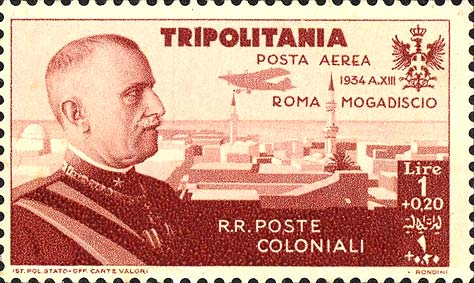
Vittorio Emanuele III di Savoia in un francobollo delle Poste coloniali (1934)

Dal 1902 al 1913 i Senussi combatterono l'espansione dei francesi nel Sahara algerino e contro l'occupazione italiana della Libia, in entrambi i casi senza successo. Il successore Sayyid Ahmad al-Sharif bin Sayyid Muhammad al-Sharif al-Sanusi si schierò nel 1913 contro l'Italia e la Gran Bretagna, tentando di aggredire l'Egitto.
Dopo che le sue forze furono sconfitte dai britannici e dopo essere stato salvato da un sottomarino austriaco si rifugiò a Pola, allora territorio asburgico. Poco dopo però, nel 1915, essi si sottomisero al re d'Italia Vittorio Emanuele III e quindi la confraternita rinnegò in parte i suoi ideali.
La sede della ṭarīqa fu spostata poi al Cairo e infine a Giarabub in Libia, essendo l'Algeria occupata dai francesi. Sotto la guida di Sīdī Muḥammad Idrīs al-Mahdī al-Sanūsī, che guidò la rivolta contro gli italiani in Libia, i Senussi ebbero effimeri successi dal 1923 al 1931 quando riuscirono a condurre le loro azioni dall'Egitto e in parte minore anche dal momentaneo disinteresse italiano nei riguardi della sua politica coloniale. Fra loro fa spicco la figura di ʿOmar al-Mukhtār (1862-1931), che venne infine catturato nell'oasi libica di Cufra e impiccato dopo un processo.
Durante la prima guerra mondiale l'Impero ottomano, che aveva esercitato per secoli il potere sulla Libia e che, nonostante l'occupazione italiana, continuava ad influenzare la popolazione di fede islamica, si schierò con le Potenze centrali e quindi contro il Regno d'Italia. I turchi, appoggiati anche dagli alleati tedeschi, spinsero la popolazione locale a rivoltarsi contro la dominazione italiana in quella che fu chiamata Campagna del Nord Africa.

#### Regno di Libia

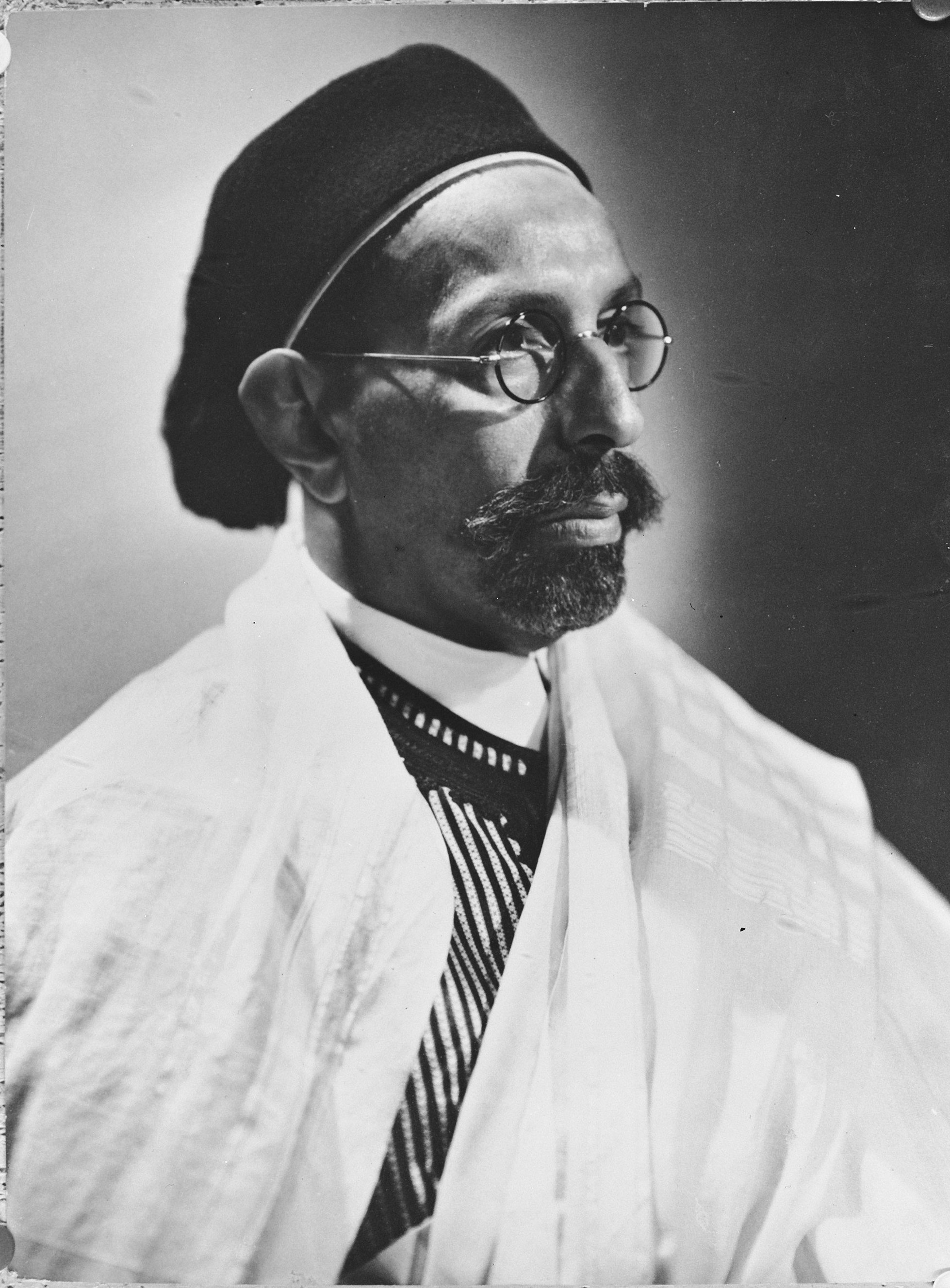
Re Idris I di Libia nel 1952

Durante la seconda guerra mondiale la ṭarīqa adottò un atteggiamento strumentalmente filo-britannico per impedire che la Cirenaica cadesse nuovamente in mano italiana. La Lega Araba e l'ONU si impegnarono dal 1945 a far tornare la Cirenaica sotto controllo dei Senussi, in una Libia indipendente, formata da Tripolitania, Cirenaica e Fezzān, cosa che avvenne nel 1951 con Idrīs I, capo della Sanūsiyya.
Divenuto re di Libia, nel 1969 fu indotto ad abdicare in favore di Sayyid Ḥasan, che fu monarca di Libia per un brevissimo periodo, dal momento che il 5 settembre 1969 il nuovo re di Libia e capo della confraternita della Sanūssiyya fu incarcerato da Gheddafi per lunghi anni fino a farlo diventare paralitico. Tuttora la sede dei Senussi è a Londra ma la ṭarīqa si presenta come un movimento politico e spirituale moderato.

## Capi della confraternita dei Senussi
- Sayyid Sayyid Muhammad ibn Ali al-Sanusi (1843-1859)
- Sayyid Muhammad al-Mahdi ibn Sayyid Muhammad al-Sanusi (1859-1902)
- Sayyid Ahmad al-Sharif ibn Sayyid Muhammad al-Sharif al-Sanusi (1902-1916) (morto 1933)
- Idris I di Libia (1916-1969) (morto 1983), in esilio in Egitto dal 1922 al 1942, re di Libia dal 1951 al 1969, morto in esilio
- Sayyid Hasan I di Libia (1969-1992), re di Libia nel 1969 per 2 giorni, morto in esilio. Ha rivendicato il trono della Libia fino alla morte.
- Muhammad al-Sanusi (1992-) principe reggente di Libia in esilio, tuttora vive a Londra dove è leader dell'Unione costituzionale libica.

## Albero genealogico della famiglia Senussi[3]
|                     |                  |                  |                  |                                           |                  |  |  |                  |                  |                  |                  |                  |                  |  |  | Maometto                    |                         |                         |                         |                            |                            |                            |                            |                                   |                                   |                                   |                                   |                                   |                                   |  |  |                                             |                                             |                                             |                                             |                                             |                                             |  |  |  |  |  |  |  |  |  |  |
|                     |                  |                  |                  |                                           |                  |  |  |                  |                  |                  |                  |                  |                  |  |  |                             |                         |                         |                         |                            |                            |                            |                            |                                   |                                   |                                   |                                   |                                   |                                   |  |  |                                             |                                             |                                             |                                             |                                             |                                             |  |  |  |  |  |  |  |  |  |  |
|                     |                  |                  |                  |                                           |                  |  |  |                  |                  |                  |                  |                  |                  |  |  | Fatima bint Muhammad        |                         |                         |                         |                            |                            |                            |                            |                                   |                                   |                                   |                                   |                                   |                                   |  |  |                                             |                                             |                                             |                                             |                                             |                                             |  |  |  |  |  |  |  |  |  |  |
|                     |                  |                  |                  |                                           |                  |  |  |                  |                  |                  |                  |                  |                  |  |  |                             |                         |                         |                         |                            |                            |                            |                            |                                   |                                   |                                   |                                   |                                   |                                   |  |  |                                             |                                             |                                             |                                             |                                             |                                             |  |  |  |  |  |  |  |  |  |  |
|                     |                  |                  |                  |                                           |                  |  |  |                  |                  |                  |                  |                  |                  |  |  | ʿAlī ibn Abī Ṭālib          |                         |                         |                         |                            |                            |                            |                            |                                   |                                   |                                   |                                   |                                   |                                   |  |  |                                             |                                             |                                             |                                             |                                             |                                             |  |  |  |  |  |  |  |  |  |  |
|                     |                  |                  |                  |                                           |                  |  |  |                  |                  |                  |                  |                  |                  |  |  |                             |                         |                         |                         |                            |                            |                            |                            |                                   |                                   |                                   |                                   |                                   |                                   |  |  |                                             |                                             |                                             |                                             |                                             |                                             |  |  |  |  |  |  |  |  |  |  |
|                     |                  |                  |                  |                                           |                  |  |  |                  |                  |                  |                  |                  |                  |  |  | Hasan ibn Ali               |                         |                         |                         |                            |                            |                            |                            |                                   |                                   |                                   |                                   |                                   |                                   |  |  |                                             |                                             |                                             |                                             |                                             |                                             |  |  |  |  |  |  |  |  |  |  |
|                     |                  |                  |                  |                                           |                  |  |  |                  |                  |                  |                  |                  |                  |  |  |                             |                         |                         |                         |                            |                            |                            |                            |                                   |                                   |                                   |                                   |                                   |                                   |  |  |                                             |                                             |                                             |                                             |                                             |                                             |  |  |  |  |  |  |  |  |  |  |
|                     |                  |                  |                  |                                           |                  |  |  |                  |                  |                  |                  |                  |                  |  |  | Abdullah bin Hasan          |                         |                         |                         |                            |                            |                            |                            |                                   |                                   |                                   |                                   |                                   |                                   |  |  |                                             |                                             |                                             |                                             |                                             |                                             |  |  |  |  |  |  |  |  |  |  |
|                     |                  |                  |                  |                                           |                  |  |  |                  |                  |                  |                  |                  |                  |  |  |                             |                         |                         |                         |                            |                            |                            |                            |                                   |                                   |                                   |                                   |                                   |                                   |  |  |                                             |                                             |                                             |                                             |                                             |                                             |  |  |  |  |  |  |  |  |  |  |
|                     |                  |                  |                  |                                           |                  |  |  |                  |                  |                  |                  |                  |                  |  |  | Idris bin Abdullah          |                         |                         |                         |                            |                            |                            |                            |                                   |                                   |                                   |                                   |                                   |                                   |  |  |                                             |                                             |                                             |                                             |                                             |                                             |  |  |  |  |  |  |  |  |  |  |
|                     |                  |                  |                  |                                           |                  |  |  |                  |                  |                  |                  |                  |                  |  |  |                             |                         |                         |                         |                            |                            |                            |                            |                                   |                                   |                                   |                                   |                                   |                                   |  |  |                                             |                                             |                                             |                                             |                                             |                                             |  |  |  |  |  |  |  |  |  |  |
|                     |                  |                  |                  |                                           |                  |  |  |                  |                  |                  |                  |                  |                  |  |  | Omar                        |                         |                         |                         |                            |                            |                            |                            |                                   |                                   |                                   |                                   |                                   |                                   |  |  |                                             |                                             |                                             |                                             |                                             |                                             |  |  |  |  |  |  |  |  |  |  |
|                     |                  |                  |                  |                                           |                  |  |  |                  |                  |                  |                  |                  |                  |  |  |                             |                         |                         |                         |                            |                            |                            |                            |                                   |                                   |                                   |                                   |                                   |                                   |  |  |                                             |                                             |                                             |                                             |                                             |                                             |  |  |  |  |  |  |  |  |  |  |
|                     |                  |                  |                  |                                           |                  |  |  |                  |                  |                  |                  |                  |                  |  |  |                             |                         |                         |                         |                            |                            |                            |                            |                                   |                                   |                                   |                                   |                                   |                                   |  |  |                                             |                                             |                                             |                                             |                                             |                                             |  |  |  |  |  |  |  |  |  |  |
|                     |                  |                  |                  |                                           |                  |  |  |                  |                  |                  |                  |                  |                  |  |  |                             |                         |                         |                         |                            |                            |                            |                            |                                   |                                   |                                   |                                   |                                   |                                   |  |  |                                             |                                             |                                             |                                             |                                             |                                             |  |  |  |  |  |  |  |  |  |  |
|                     |                  |                  |                  |                                           |                  |  |  |                  |                  |                  |                  |                  |                  |  |  |                             |                         |                         |                         |                            |                            |                            |                            |                                   |                                   |                                   |                                   |                                   |                                   |  |  |                                             |                                             |                                             |                                             |                                             |                                             |  |  |  |  |  |  |  |  |  |  |
|                     |                  |                  |                  |                                           |                  |  |  |                  |                  |                  |                  |                  |                  |  |  |                             |                         |                         |                         |                            |                            |                            |                            |                                   |                                   |                                   |                                   |                                   |                                   |  |  |                                             |                                             |                                             |                                             |                                             |                                             |  |  |  |  |  |  |  |  |  |  |
|                     |                  |                  |                  |                                           |                  |  |  |                  |                  |                  |                  |                  |                  |  |  |                             |                         |                         |                         |                            |                            |                            |                            |                                   |                                   |                                   |                                   |                                   |                                   |  |  |                                             |                                             |                                             |                                             |                                             |                                             |  |  |  |  |  |  |  |  |  |  |
|                     |                  |                  |                  |                                           |                  |  |  |                  |                  |                  |                  |                  |                  |  |  |                             |                         |                         |                         |                            |                            |                            |                            |                                   |                                   |                                   |                                   |                                   |                                   |  |  |                                             |                                             |                                             |                                             |                                             |                                             |  |  |  |  |  |  |  |  |  |  |
|                     |                  |                  |                  |                                           |                  |  |  |                  |                  |                  |                  |                  |                  |  |  | Kattab                      |                         |                         |                         |                            |                            |                            |                            |                                   |                                   |                                   |                                   |                                   |                                   |  |  |                                             |                                             |                                             |                                             |                                             |                                             |  |  |  |  |  |  |  |  |  |  |
|                     |                  |                  |                  |                                           |                  |  |  |                  |                  |                  |                  |                  |                  |  |  |                             |                         |                         |                         |                            |                            |                            |                            |                                   |                                   |                                   |                                   |                                   |                                   |  |  |                                             |                                             |                                             |                                             |                                             |                                             |  |  |  |  |  |  |  |  |  |  |
|                     |                  |                  |                  |                                           |                  |  |  |                  |                  |                  |                  |                  |                  |  |  | Abdullah                    |                         |                         |                         |                            |                            |                            |                            |                                   |                                   |                                   |                                   |                                   |                                   |  |  |                                             |                                             |                                             |                                             |                                             |                                             |  |  |  |  |  |  |  |  |  |  |
|                     |                  |                  |                  |                                           |                  |  |  |                  |                  |                  |                  |                  |                  |  |  |                             |                         |                         |                         |                            |                            |                            |                            |                                   |                                   |                                   |                                   |                                   |                                   |  |  |                                             |                                             |                                             |                                             |                                             |                                             |  |  |  |  |  |  |  |  |  |  |
|                     |                  |                  |                  |                                           |                  |  |  |                  |                  |                  |                  |                  |                  |  |  | Yusuf Abu Dahyba            |                         |                         |                         |                            |                            |                            |                            |                                   |                                   |                                   |                                   |                                   |                                   |  |  |                                             |                                             |                                             |                                             |                                             |                                             |  |  |  |  |  |  |  |  |  |  |
|                     |                  |                  |                  |                                           |                  |  |  |                  |                  |                  |                  |                  |                  |  |  |                             |                         |                         |                         |                            |                            |                            |                            |                                   |                                   |                                   |                                   |                                   |                                   |  |  |                                             |                                             |                                             |                                             |                                             |                                             |  |  |  |  |  |  |  |  |  |  |
|                     |                  |                  |                  |                                           |                  |  |  |                  |                  |                  |                  |                  |                  |  |  | Muhammad Sha’ib al-Dera’a   |                         |                         |                         |                            |                            |                            |                            |                                   |                                   |                                   |                                   |                                   |                                   |  |  |                                             |                                             |                                             |                                             |                                             |                                             |  |  |  |  |  |  |  |  |  |  |
|                     |                  |                  |                  |                                           |                  |  |  |                  |                  |                  |                  |                  |                  |  |  |                             |                         |                         |                         |                            |                            |                            |                            |                                   |                                   |                                   |                                   |                                   |                                   |  |  |                                             |                                             |                                             |                                             |                                             |                                             |  |  |  |  |  |  |  |  |  |  |
|                     |                  |                  |                  |                                           |                  |  |  |                  |                  |                  |                  |                  |                  |  |  | Ahmad Shuhyda               |                         |                         |                         |                            |                            |                            |                            |                                   |                                   |                                   |                                   |                                   |                                   |  |  |                                             |                                             |                                             |                                             |                                             |                                             |  |  |  |  |  |  |  |  |  |  |
|                     |                  |                  |                  |                                           |                  |  |  |                  |                  |                  |                  |                  |                  |  |  |                             |                         |                         |                         |                            |                            |                            |                            |                                   |                                   |                                   |                                   |                                   |                                   |  |  |                                             |                                             |                                             |                                             |                                             |                                             |  |  |  |  |  |  |  |  |  |  |
|                     |                  |                  |                  |                                           |                  |  |  |                  |                  |                  |                  |                  |                  |  |  | Abdul Qadir                 |                         |                         |                         |                            |                            |                            |                            |                                   |                                   |                                   |                                   |                                   |                                   |  |  |                                             |                                             |                                             |                                             |                                             |                                             |  |  |  |  |  |  |  |  |  |  |
|                     |                  |                  |                  |                                           |                  |  |  |                  |                  |                  |                  |                  |                  |  |  |                             |                         |                         |                         |                            |                            |                            |                            |                                   |                                   |                                   |                                   |                                   |                                   |  |  |                                             |                                             |                                             |                                             |                                             |                                             |  |  |  |  |  |  |  |  |  |  |
|                     |                  |                  |                  |                                           |                  |  |  |                  |                  |                  |                  |                  |                  |  |  | Muhammad                    |                         |                         |                         |                            |                            |                            |                            |                                   |                                   |                                   |                                   |                                   |                                   |  |  |                                             |                                             |                                             |                                             |                                             |                                             |  |  |  |  |  |  |  |  |  |  |
|                     |                  |                  |                  |                                           |                  |  |  |                  |                  |                  |                  |                  |                  |  |  |                             |                         |                         |                         |                            |                            |                            |                            |                                   |                                   |                                   |                                   |                                   |                                   |  |  |                                             |                                             |                                             |                                             |                                             |                                             |  |  |  |  |  |  |  |  |  |  |
|                     |                  |                  |                  |                                           |                  |  |  |                  |                  |                  |                  |                  |                  |  |  | al-Arabi al-Atrash          |                         |                         |                         |                            |                            |                            |                            |                                   |                                   |                                   |                                   |                                   |                                   |  |  |                                             |                                             |                                             |                                             |                                             |                                             |  |  |  |  |  |  |  |  |  |  |
|                     |                  |                  |                  |                                           |                  |  |  |                  |                  |                  |                  |                  |                  |  |  |                             |                         |                         |                         |                            |                            |                            |                            |                                   |                                   |                                   |                                   |                                   |                                   |  |  |                                             |                                             |                                             |                                             |                                             |                                             |  |  |  |  |  |  |  |  |  |  |
|                     |                  |                  |                  |                                           |                  |  |  |                  |                  |                  |                  |                  |                  |  |  | Sayyid al-Sanussi           |                         |                         |                         |                            |                            |                            |                            |                                   |                                   |                                   |                                   |                                   |                                   |  |  |                                             |                                             |                                             |                                             |                                             |                                             |  |  |  |  |  |  |  |  |  |  |
|                     |                  |                  |                  |                                           |                  |  |  |                  |                  |                  |                  |                  |                  |  |  |                             |                         |                         |                         |                            |                            |                            |                            |                                   |                                   |                                   |                                   |                                   |                                   |  |  |                                             |                                             |                                             |                                             |                                             |                                             |  |  |  |  |  |  |  |  |  |  |
|                     |                  |                  |                  |                                           |                  |  |  |                  |                  |                  |                  |                  |                  |  |  | Ali                         |                         |                         |                         |                            |                            |                            |                            |                                   |                                   |                                   |                                   |                                   |                                   |  |  |                                             |                                             |                                             |                                             |                                             |                                             |  |  |  |  |  |  |  |  |  |  |
|                     |                  |                  |                  |                                           |                  |  |  |                  |                  |                  |                  |                  |                  |  |  |                             |                         |                         |                         |                            |                            |                            |                            |                                   |                                   |                                   |                                   |                                   |                                   |  |  |                                             |                                             |                                             |                                             |                                             |                                             |  |  |  |  |  |  |  |  |  |  |
|                     |                  |                  |                  |                                           |                  |  |  |                  |                  |                  |                  |                  |                  |  |  | Muhammad ibn Ali as-Senussi |                         |                         |                         |                            |                            |                            |                            |                                   |                                   |                                   |                                   |                                   |                                   |  |  |                                             |                                             |                                             |                                             |                                             |                                             |  |  |  |  |  |  |  |  |  |  |
|                     |                  |                  |                  |                                           |                  |  |  |                  |                  |                  |                  |                  |                  |  |  |                             |                         |                         |                         |                            |                            |                            |                            |                                   |                                   |                                   |                                   |                                   |                                   |  |  |                                             |                                             |                                             |                                             |                                             |                                             |  |  |  |  |  |  |  |  |  |  |
|                     |                  |                  |                  |                                           |                  |  |  |                  |                  |                  |                  |                  |                  |  |  |                             |                         |                         |                         |                            |                            |                            |                            |                                   |                                   |                                   |                                   |                                   |                                   |  |  |                                             |                                             |                                             |                                             |                                             |                                             |  |  |  |  |  |  |  |  |  |  |
|                     |                  |                  |                  |                                           |                  |  |  |                  |                  |                  |                  |                  |                  |  |  |                             |                         |                         |                         |                            |                            |                            |                            |                                   |                                   | Muhammad al-Sharif al-Senussi     |                                   |                                   |                                   |  |  |                                             |                                             |                                             |                                             |                                             |                                             |  |  |  |  |  |  |  |  |  |  |
|                     |                  |                  |                  | Muhammad al-Mahdi bin Muhammad al-Senussi |                  |  |  |                  |                  |                  |                  |                  |                  |  |  |                             |                         |                         |                         |                            |                            |                            |                            |                                   |                                   |                                   |                                   |                                   |                                   |  |  |                                             |                                             |                                             |                                             |                                             |                                             |  |  |  |  |  |  |  |  |  |  |
|                     |                  |                  |                  |                                           |                  |  |  |                  |                  |                  |                  |                  |                  |  |  |                             |                         |                         |                         |                            |                            |                            |                            |                                   |                                   |                                   |                                   |                                   |                                   |  |  |                                             |                                             |                                             |                                             |                                             |                                             |  |  |  |  |  |  |  |  |  |  |
|                     |                  |                  |                  |                                           |                  |  |  |                  |                  |                  |                  |                  |                  |  |  |                             |                         |                         |                         | Ahmed al-Sharif al-Senussi | Ahmed al-Sharif al-Senussi | Ahmed al-Sharif al-Senussi | Ahmed al-Sharif al-Senussi | Ahmed al-Sharif al-Senussi        | Ahmed al-Sharif al-Senussi        |                                   |                                   |                                   |                                   |  |  | Muhammad al-Abid al-Senussi                 | Muhammad al-Abid al-Senussi                 | Muhammad al-Abid al-Senussi                 | Muhammad al-Abid al-Senussi                 | Muhammad al-Abid al-Senussi                 | Muhammad al-Abid al-Senussi                 |  |  |  |  |  |  |  |  |  |  |
|                     |                  |                  |                  |                                           |                  |  |  |                  |                  |                  |                  |                  |                  |  |  |                             |                         |                         |                         | Ahmed al-Sharif al-Senussi | Ahmed al-Sharif al-Senussi | Ahmed al-Sharif al-Senussi | Ahmed al-Sharif al-Senussi | Ahmed al-Sharif al-Senussi        | Ahmed al-Sharif al-Senussi        |                                   |                                   |                                   |                                   |  |  | Muhammad al-Abid al-Senussi                 | Muhammad al-Abid al-Senussi                 | Muhammad al-Abid al-Senussi                 | Muhammad al-Abid al-Senussi                 | Muhammad al-Abid al-Senussi                 | Muhammad al-Abid al-Senussi                 |  |  |  |  |  |  |  |  |  |  |
|                     |                  |                  |                  |                                           |                  |  |  |                  |                  |                  |                  |                  |                  |  |  |                             |                         |                         |                         |                            |                            |                            |                            |                                   |                                   |                                   |                                   |                                   |                                   |  |  |                                             |                                             |                                             |                                             |                                             |                                             |  |  |  |  |  |  |  |  |  |  |
| Muhammad ar-Reda    | Muhammad ar-Reda | Muhammad ar-Reda | Muhammad ar-Reda | Muhammad ar-Reda                          | Muhammad ar-Reda |  |  | Idris I di Libia | Idris I di Libia | Idris I di Libia | Idris I di Libia | Idris I di Libia | Idris I di Libia |  |  | regina Fatima al-Sharif     | regina Fatima al-Sharif | regina Fatima al-Sharif | regina Fatima al-Sharif | regina Fatima al-Sharif    | regina Fatima al-Sharif    |                            |                            | az-Zubayr bin Ahmad al-Sharif     | az-Zubayr bin Ahmad al-Sharif     | az-Zubayr bin Ahmad al-Sharif     | az-Zubayr bin Ahmad al-Sharif     | az-Zubayr bin Ahmad al-Sharif     | az-Zubayr bin Ahmad al-Sharif     |  |  | Abdullah bin Muhammad al- Abid al-Senussi   | Abdullah bin Muhammad al- Abid al-Senussi   | Abdullah bin Muhammad al- Abid al-Senussi   | Abdullah bin Muhammad al- Abid al-Senussi   | Abdullah bin Muhammad al- Abid al-Senussi   | Abdullah bin Muhammad al- Abid al-Senussi   |  |  |  |  |  |  |  |  |  |  |
| Muhammad ar-Reda    | Muhammad ar-Reda | Muhammad ar-Reda | Muhammad ar-Reda | Muhammad ar-Reda                          | Muhammad ar-Reda |  |  | Idris I di Libia | Idris I di Libia | Idris I di Libia | Idris I di Libia | Idris I di Libia | Idris I di Libia |  |  | regina Fatima al-Sharif     | regina Fatima al-Sharif | regina Fatima al-Sharif | regina Fatima al-Sharif | regina Fatima al-Sharif    | regina Fatima al-Sharif    |                            |                            | az-Zubayr bin Ahmad al-Sharif     | az-Zubayr bin Ahmad al-Sharif     | az-Zubayr bin Ahmad al-Sharif     | az-Zubayr bin Ahmad al-Sharif     | az-Zubayr bin Ahmad al-Sharif     | az-Zubayr bin Ahmad al-Sharif     |  |  | Abdullah bin Muhammad al- Abid al-Senussi   | Abdullah bin Muhammad al- Abid al-Senussi   | Abdullah bin Muhammad al- Abid al-Senussi   | Abdullah bin Muhammad al- Abid al-Senussi   | Abdullah bin Muhammad al- Abid al-Senussi   | Abdullah bin Muhammad al- Abid al-Senussi   |  |  |  |  |  |  |  |  |  |  |
|                     |                  |                  |                  |                                           |                  |  |  |                  |                  |                  |                  |                  |                  |  |  |                             |                         |                         |                         |                            |                            |                            |                            |                                   |                                   |                                   |                                   |                                   |                                   |  |  |                                             |                                             |                                             |                                             |                                             |                                             |  |  |  |  |  |  |  |  |  |  |
| Hasan al-Senussi    | Hasan al-Senussi | Hasan al-Senussi | Hasan al-Senussi | Hasan al-Senussi                          | Hasan al-Senussi |  |  |                  |                  |                  |                  |                  |                  |  |  |                             |                         |                         |                         |                            |                            |                            |                            | Ahmed al-Senussi (membro del NTC) | Ahmed al-Senussi (membro del NTC) | Ahmed al-Senussi (membro del NTC) | Ahmed al-Senussi (membro del NTC) | Ahmed al-Senussi (membro del NTC) | Ahmed al-Senussi (membro del NTC) |  |  | Idris bin Abdullah al-Senussi (pretendente) | Idris bin Abdullah al-Senussi (pretendente) | Idris bin Abdullah al-Senussi (pretendente) | Idris bin Abdullah al-Senussi (pretendente) | Idris bin Abdullah al-Senussi (pretendente) | Idris bin Abdullah al-Senussi (pretendente) |  |  |  |  |  |  |  |  |  |  |
| Hasan al-Senussi    | Hasan al-Senussi | Hasan al-Senussi | Hasan al-Senussi | Hasan al-Senussi                          | Hasan al-Senussi |  |  |                  |                  |                  |                  |                  |                  |  |  |                             |                         |                         |                         |                            |                            |                            |                            | Ahmed al-Senussi (membro del NTC) | Ahmed al-Senussi (membro del NTC) | Ahmed al-Senussi (membro del NTC) | Ahmed al-Senussi (membro del NTC) | Ahmed al-Senussi (membro del NTC) | Ahmed al-Senussi (membro del NTC) |  |  | Idris bin Abdullah al-Senussi (pretendente) | Idris bin Abdullah al-Senussi (pretendente) | Idris bin Abdullah al-Senussi (pretendente) | Idris bin Abdullah al-Senussi (pretendente) | Idris bin Abdullah al-Senussi (pretendente) | Idris bin Abdullah al-Senussi (pretendente) |  |  |  |  |  |  |  |  |  |  |
| Mohammed al-Senussi |                  |                  |                  |                                           |                  |  |  |                  |                  |                  |                  |                  |                  |  |  |                             |                         |                         |                         |                            |                            |                            |                            |                                   |                                   |                                   |                                   |                                   |                                   |  |  |                                             |                                             |                                             |                                             |                                             |                                             |  |  |  |  |  |  |  |  |  |  |